# Jægersborgs slott

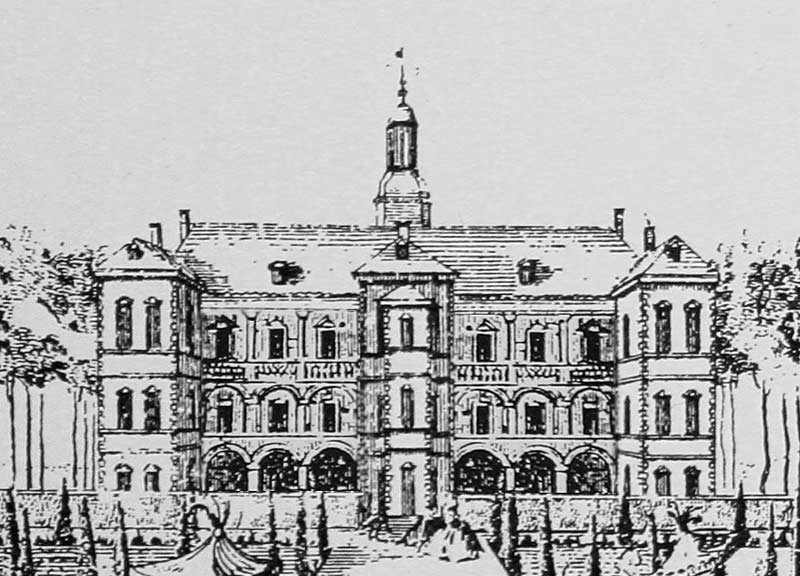
Gravering av slottet från 1747 av Bartholomæus Roque.

Jægersborgs slott (Jægersborg Slot på danska) var ett slott som den nuvarande kommundelen Jægersborg, i Gentofte kommun, växte upp kring. 
Jægersborgs slott, som först hette Ibstrups slott, byggdes 1609-20 av Kristian IV, i storlek och till det yttre snarlikt Rosenborgs slott. 1671 byttes namnet till Jægersborgs slott. Under 1700-talet fick slottet förfalla och revs slutligen 1761.